# Strategische Klageführung
Strategische Klageführung oder Strategische Prozessführung ist ein juristisches Mittel, welches vor allem von Bürger- oder Menschenrechtsorganisationen genutzt wird, um größere Änderungen herbeizuführen. Zum Teil hat die strategische Klageführung auch das Ziel, ein Gesetz zu ändern oder auf Unrecht hinzuweisen. Solch eine Klageführung kann selbst dann sinnvoll sein, wenn die Klage abgewiesen werden sollte, weil man damit ein großes Medienecho hervorrufen kann. Jedoch ist so ein Vorgehen auch kostspielig und bindet viele Ressourcen. Auch können bei einer abgewiesenen Klage noch zusätzliche Kosten entstehen. Des Weiteren kann das Ansehen der Organisation, welche die Klage führt, leiden, wenn der Fall verloren geht. In jüngster Zeit bekannte strategische Klageführung war die erfolgreiche Klage von Max Schrems gegen Facebook, welches das Safe Harbour Abkommen für nichtig erklärte.
Die strategische Klageführung (engl. strategic litigation) wird seit Jahrzehnten im anglo-amerikanischen Rechtsraum von vielen Bürgerrechts- und Menschenrechtsorganisationen genutzt, um die von ihnen gesetzten Ziele durchzusetzen. Im deutschen Sprach- und Rechtsraum erfährt der Begriff strategische Klageführung spätestens durch die Strategie, welche Max Schrems anwendet, zunehmend an Bedeutung. Inzwischen nutzt zum Beispiel die Gesellschaft für Freiheitsrechte das Mittel der strategischen Klageführung, um die im Grundgesetz verankerten Grund- und Meinungsrechte zu sichern.